# Sri Dadi
Sri Dadi is een bestuurslaag in het regentschap Batang Hari van de provincie Jambi, Indonesië. Sri Dadi telt 4937 inwoners (volkstelling 2010).